# Campagnes des Tang contre les Turcs orientaux
L'empereur Tang Taizong (r. 626-649), qui est le deuxième empereur de la dynastie Tang, est confronté dès le début de son règne à une menace majeure sur sa frontière Nord, le Khaganat des Turcs Orientaux. Au début de son règne, l'empereur Taizong commence par jouer la carte de l'apaisement avec Illig ''qaghan'',le qaghan des Turcs Orientaux, tout en passant plusieurs années à se préparer pour lancer une offensive majeure contre le Khaganat. Il profite de ce délai pour sceller une alliance avec les Xueyantuo, des vassaux turbulents des Turcs prêts à rejeter le joug de ces derniers. Taizong finit par lancer la campagne durant l'hiver 629, et confie le commandement des troupes au général Li Jing. Les combats cessent en 630, lorsque Li Jing détruit le Khaganat des Turcs orientaux en capturant Ashina Duobi.
Après la destruction du Khaganat, les Xueyantuo s'emparent de la plus grande partie des territoires situés au nord de l'empire des Tang, pendant que l'empereur Taizong commence par tenter d'installer un grand nombre de Turcs à l'intérieur des frontières de la Chine, pour pouvoir les surveiller. Il change de politique après avoir été victime d'une tentative d'assassinat de la part d'Ashina Jiesheshuai, un membre de la famille royale des Turcs Orientaux. Il décide alors d'essayer de réinstaller les Turcs au nord de la grande muraille et au sud du désert de Gobi, pour créer un Khaganat fidèle aux Tang qui servirait d'État tampon entre la Chine et les toujours turbulents Xueyantuo. Taizong fait du prince Ashina Simo le Khan de ce nouvel État sous le nom de Qilibi Khan; mais le règne de ce dernier prend fin vers le nouvel an 645, à cause des conflits internes aux Turcs et des pressions exercées par les Xueyantuo. Après cet échec, les Tang renoncent à tenter de recréer le Khaganat des Turcs Orientaux à leur profit. Le vide politique créé par cet échec va permettre aux tribus turques restantes de regagner en puissance et pendant le règne de l'empereur Tang Gaozong, le fils de l'empereur Taizong, le Khaganat est recréé par Ashina Gudulu, qui se pose en nouvel ennemi des Tang.

## Situation avant les campagnes
Dans un premier temps, le Khaganat des Turcs Orientaux est un vassal de la dynastie Sui, mais lorsque débute la guerre civile qui marque la chute de cette dynastie, les Turcs reprennent leur totale indépendance et interviennent en apportant leur aide à l'un ou l’autre des prétendants au trône impérial. Parmi les seigneurs de guerre qui bénéficient de leur aide, on trouve Li Yuan, le fondateur de la dynastie Tang, Xue Ju, l'empereur de Qin, Liang Shidu, l'empereur de Liang, Liu Wuzhou, le Khan de Dingyang, Gao Kaidao, le Prince de Yan, Dou Jiande, le Prince de Xia et Liu Heita, le Prince de Handong. Le qaghan des Turcs Orientaux joue sur les rivalités entre les différents seigneurs pour les maintenir dans une situation de dépendance envers lui et son peuple. Ce petit jeu dure jusqu'en 623, date à laquelle Liu Heita, le dernier concurrent au trône pouvant s'opposer aux Tang, est capturé puis tué par Li Jiancheng, le prince héritier de l'empereur Tang Gaozu. Cette victoire permet aux Tang de quasiment achever la réunification de la Chine à leur profit. À cette date, l'empereur Gaozu continue de se reconnaitre comme étant un vassal du Khaganat des Turcs Orientaux et verse un tribut à ces derniers. Les Turcs commencent alors à procéder régulièrement à des incursions dans le territoire des Tang pour se livrer au pillage, tout en protégeant Liang Shidu, le dernier prétendant au trône à ne pas avoir été vaincu par les Tang. Le qaghan soutient également les aspirations au trône d'Yang Zhengdao (楊政道), le jeune petit-fils de l'empereur Sui Yangdi, qui est dans le khaganat avec sa grand-mère l'impératrice Xiao et porte le titre de Prince de Sui. En agissant ainsi, les Turcs essayent de garder la mainmise sur la Chine et les Tang en gardant des moyens de pression sur ces derniers. Les incursions turques causent tant de problèmes aux Tang, que l'empereur Gaozu songe à raser Chang'an, la capitale de l'empire, et à déplacer le siège de son gouvernement vers le sud-ouest, dans ce qui correspond actuellement à la province du Henan. Cette proposition est soutenue par Li Jiancheng, un des fils de l'empereur, Li Yuanji, le Prince de Qi, et le chancelier Pei Ji, mais Li Shimin, le Prince de Qin, un autre des fils de Gaozu, s'y oppose farouchement. En raison de l'opposition de Shimin, et parce que ce dernier lui garantit qu'il est en mesure de vaincre les Turcs Orientaux, l'empereur Gaozu abandonne son plan de destruction de la capitale.
Depuis de longues années, une importante rivalité existe entre Li Shimin et le prince héritier Li Jiancheng, chacun des deux visant le trône impérial. cette rivalité trouve sa conclusion lorsque Shimin tue Li Jiancheng et Li Yuanji, un allié de Jiancheng, le 2 juillet 626, lors du "Coup de la porte Xuanwu". Après ce double meurtre, il force son père à faire de lui le nouveau prince héritier, puis à abdiquer en sa faveur. Li Shimin monte alors sur le trône sous le nom d'empereur Tang Taizong.
Pour maintenir leur mainmise sur les affaires de la Chine, les Turcs Orientaux répondent à ce coup de force par un autre coup de force. En effet, moins d'un mois plus tard, le souverain turc Illig qaghan et son neveu Tuli/Tölis qaghan (阿史那什鉢苾), organisent une incursion de très grande ampleur dans le territoire des Tang, dans lequel ils s'enfoncent jusqu'à arriver aux portes de Chang'an, à la grande stupéfaction de la Cour des Tang. L'empereur Taizong est contraint de rencontrer personnellement Illig et Tuli au pont de la rivière Wei, qui est situé juste à l'extérieur de Chang'an, pour leur donner des "cadeaux officiels" et leur promettre le versement d'autres tributs. Ce n'est qu'après cette entrevue que les qaghans acceptent de se retirer (渭水之盟).

## Période de détente au début du règne de l'empereur Taizong
Durant les années qui suivent cette entrevue, une paix relative règne entre les Tang et le Khaganat des Turcs Orientaux. Selon les chroniques de l'époque, durant cette période la gestion des affaires de l'État par Illig qaghan/Ashina Duobi se serait détériorée. Deux raisons sont mises en avant pour expliquer cette dégradation. Certains textes évoquent une réforme législative impopulaire. En effet les lois du khaganat étaient globalement laxistes et simples, mais Duobi aurait confié de grands pouvoirs à Zhao Deyan (趙德言), un conseiller d'origine chinoise, qui en aurait abusé et institué des règles compliquées, causant un profond mécontentement. D'autres textes indiquent également que Duobi avait tendance à accorder sa confiance à des sujets non turcs de son empire, plutôt qu'aux membres de son propre peuple. Cette attitude aurait provoqué un certain nombre de rébellions qu'Ashina Duobi aurait dû réprimer. Quelles qu'en soient les causes, les problèmes internes des Turcs Orientaux sont réels et ne passent pas inaperçus, et en 627, l'empereur Tang Taizong envisage de profiter de la situation pour attaquer le Khaganat. Avant d'agir, il consulte son chancelier Xiao Yu et son beau-frère Zhangsun Wuji. Si Xiao préconise d'attaquer, Zhangsun temporise en soulignant que le Khaganat des Turcs Orientaux n'a lancé aucune attaque contre l'empire des Tang, que l'empereur n'a donc aucune bonne raison de rompre la paix et, donc, qu'à titre personnel il s'oppose au déclenchement d'une guerre. Tang Taizong se rallie à l'avis de Wuji et renonce à attaquer les Turcs Orientaux.
Mais, au même moment, les Xueyantuo sont sur le point de changer la donne. Ce peuple de nomades est un vassal du Khaganat des Turcs Orientaux, mais aussi du Khaganat des Turcs Occidentaux, qui profite de l'affaiblissement de ses suzerains orientaux pour gagner en puissance et tenter de retrouver sa liberté. Ils ne sont pas les seuls à agir ainsi, car les Oüighours, d'autres vassaux des Turcs, tentent aussi de se libérer de la tutelle de leurs maîtres. Signe de son affaiblissement, Illig qaghan se révèle incapable de mater cette double révolte. Pire pour lui, ses relations avec son neveu Tölis qaghan/Ashina Shibobi se dégradent. En effet, Illig a confié à Tölis la gestion de la partie est de l'empire, mais ce dernier se révèle incapable de mettre au pas les tribus des Khitans et des Xi, d'autres vassaux qui se sont eux aussi révoltés et se taillent des royaumes aux dépens des Turcs. Ces échecs à répétitions rendent fou de rage Illig, qui réprimande ouvertement son neveu. Par la suite, Tölis est également chargé de réprimer les révoltes des Xueyantuo et des Oüighours, mais là aussi il échoue. Furieux, Illig qaghan fait arrêter et emprisonner Tölis qaghan pendant plusieurs jours avant de le relâcher; mais lorsque ce dernier rejoint ses troupes, il refuse de continuer à suivre les ordres de son oncle et l'attaque en 628. C'est là qu'Illig qaghan/Ashina Duobi se tourne vers l'empereur Tang Taizong pour lui demander de l'aide. Taizong qui est un frère juré du qaghan, accepte d'envoyer des troupes pour aider ce dernier; tout en profitant de l'occasion pour attaquer Liang Shidu, qui est toujours sous la protection du Khaganat des Turcs Orientaux. Et effectivement, Ashina Duobi doit faire face à tellement de problèmes à l'intérieur de son empire qu'il est incapable d'aider Liang, lorsqu'en 628, Shuofang (朔方), la capitale de ce dernier, est assiégée par Chai Shao (柴紹), le beau-frère de l'empereur Taizong. Le siège s’achève lorsque Liang Luoren (梁洛仁), le cousin de Liang Shidu, assassine ce dernier avant de se rendre, éliminant ainsi le dernier prétendant au trône impérial qui cherchait encore à concurrencer Tang Taizong pour le titre d'empereur de Chine. C'est à peu près au même moment que les tribus Xueyantuo se regroupent autour d'un chef unique, Yi'nan, bien que dernier commence par refuser de devenir un Khan. Quand l'empereur Tang Taizong en entend parler, il envoie le général Qiao Shiwang (喬師望) auprès des Xueyantuo pour qu'il élève officiellement Yi'nan au rang de Yi'nan Zhenzhupiqie Khan, ou ZhenZhu Khan en forme courte. Le but de cette manœuvre est de créer une alliance Tang-Xueyantuo. Quand Ashina Duobi apprend cela, il cherche à conclure une paix durable, scellée par un mariage avec une princesse Tang. l'empereur Taizong ne répond pas à l'offre de Duobi et commence à préparer une attaque de grande ampleur contre le Khaganat des Turcs Orientaux. Il confie le commandement des troupes au major général Li Jing, qui est secondé par le général Zhang Gongjin (張公謹).
D'autres chroniques donnent une origine différente aux problèmes d'Illig Qaghan/Ashina Duobi. Selon ces chroniques, tout est dû à deux hivers exceptionnellement froids qui ont provoqué la mort d'un grand nombre de têtes de bétail et une famine. Illig aurait réagi en augmentant les impôts pour préserver ses revenus plutôt qu'en les abaissant pour aider son peuple, ce qui aurait provoqué les diverses révoltes.

## Défaite des Turcs Orientaux
Les Tang lancent une attaque sur plusieurs fronts contre les Turcs, en envoyant plusieurs armées au combat. Li Jing prend personnellement le commandement de l'armée principale, laissant ses généraux Li Shiji, Xue Wanche (薛萬徹), Wei Xiaojie, Li Daozong et Chai Shao commander les autres armées. Cependant, malgré cette répartition des tâches et divisions des armées, Shiji reste le commandant en chef des opérations. Bauer décrit le dispositif comme étant six formations de cavalerie distinctes, réparties le long d'un front de 1 200 km. Au printemps 630, les troupes de Li Jing surprennent Ashina Duobi en s'emparant de la région de Wuyang, qui se trouve autour de Dingxiang (定襄), et en se rapprochant de sa cour. Jing envoie ensuite des espions au camp de Duobi et persuade un certain nombre de ses proches et alliés de se rendre. Parmi ceux qui coopèrent avec les Tang, on trouve Kangsumi (康蘇密), qui livre aux Chinois l'impératrice Sui Xiao et son petit-fils Yang Zhengdao. Isolé et trahi, Ashina Duobi se replie dans les monts Yin et propose à la cour impériale de se soumettre aux Tang. Dans un premier temps, l'empereur Taizong envoie Tang Jian (唐儉) négocier avec le qaghan; mais très vite, il devient clair que ce dernier envisage de se retirer plus loin, au nord du désert de Gobi. Li Jing et Li Shiji sont persuadés qu'Ashina Duobi n'a aucune intention de se rendre et cherche juste à gagner du temps. Pour le contrer, ils réunissent leurs armées respectives et marchent sur le campement de Duobi. C'est leur avant-garde, commandée par Su Dingfang, qui arrive en premier et attaque le camp des Turcs. Ashina Duobi est vaincu et sa femme, la princesse Yicheng de la dynastie Sui, est tuée lors des combats. Il réussit à s'enfuir et tente de rejoindre le qaghan Ashina Sunishi (阿史那蘇尼失), un de ses derniers alliés encore fidèles. Cette ultime tentative se solde par un échec, car il est capturé par Li Daozong et Zhang Baoxiang (張寶相), deux généraux des Tang qui l'envoient à Chang'an. La plupart des nobles turcs se rendent aux troupes de Tang, tandis que le peuple du Khaganat des Turcs Orientaux se disperse dans trois directions, soit en se rendant aux Tang, soit en se rendant aux Xueyantuo, soit fuyant vers l'ouest pour rejoindre le Khaganat des Turcs Occidentaux et les royaumes voisins tels que Gaochang, Kucha et Tuyuhun.

## Conséquences en Mongolie

### Tentatives d'installation des Turcs orientaux dans la Chine des Tang
Cette victoire laisse les Tang avec tout un peuple à devoir gérer au mieux. Avant de décider quoi faire des Turcs Orientaux, l'empereur Tang Taizong demande leur avis aux hauts fonctionnaires. L'opinion majoritaire qui ressort de ces consultations est de les déplacer vers la région qui correspond actuellement au Shandong et au Henan et de les disperser dans les diverses commanderies locales pour les siniser en les rendant incapables de se réorganiser en tribus. Cependant, plusieurs fonctionnaires émettent des opinions divergentes par rapport à ce plan. Les principaux point de vue divergents, tels qu'ils ont été enregistrés dans les chroniques de l'époque, sont:
- Yan Shigu : selon lui, les Turcs Orientaux doivent rester au nord du fleuve Jaune, avec une société tribale, mais en tant que vassaux des Tang.
- Li Baiyao : selon lui, les Turcs Orientaux doivent rester au nord du fleuve Jaune, mais ils doivent être dispersés. Un membre du clan Ashina[10] doit recevoir le titre de Khan, mais seulement Khan du clan Ashina, tandis que les autres tribus turques doivent avoir leurs propres chefs, chacun ayant un rang équivalent au Khan des Ashina. Il préconise également la création d'un Protectorat Général, avec un Protecteur Général gouvernant les Turcs Orientaux depuis Dingxiang.
- Dou Jing (竇靜) : selon lui, les chefs des tribus du Khaganat et les membres des tribus des Turcs Orientaux doivent être dispersés. De plus, les filles des membres du clan impérial doivent être données aux chefs des tribus comme épouses, pour mieux les contrôler comme des vassaux.

Deux principaux points de vue, formulés par deux chanceliers, finissent par émerger des débats :
- Wen Yanbo : selon lui, les Turcs Orientaux doivent être installés à l'intérieur des frontières de l'empire des Tang et continuer à vivre comme une société tribale. Il préconise de les installer dans les commanderies du Nord du pays, dans des zones non cultivées et presque vides de population.
- Wei Zheng : selon lui, les Turcs Orientaux doivent être installés en dehors des frontières de l'empire des Tang, sur leurs propres terres.

Après bien des débats, l'empereur Tang Taizong finit par se ranger à l'avis de Yanbo et crée quatre commanderies dans le nord pour y installer les sujets d'Ashina Shibobi et six autres pour y installer les sujets d'Ashina Duobi. L'existence de ces commanderies est purement nominale, car dans les faits il s'agit de deux zones sans réelle organisation administrative et les Turcs ne sont pas gouvernés par les Ashina, mais par deux commandants nommés par les Tang. Ashina Sunishi et Ashina Simo, deux dirigeants des Turcs Orientaux, reçoivent le titre de Prince de la part des Tang et un grand nombre de chefs de clan sont nommés généraux et installés dans la ville de Chang'an, ou à proximité. L'empereur Taizong donne également des rançons aux Turcs Orientaux qui ont des esclaves d'origine chinoise, pour que ces derniers puissent rentrer chez eux. Par la suite, l'empereur Taizong réquisitionne souvent des cavaliers turcs pour compléter les troupes régulières des Tang durant diverses campagnes, comme lors de la campagne de 634 contre le royaume de Tuyuhun.
Pendant ce temps, les Xueyantuo s'emparent de la plus grande partie de l'ancien territoire du khaganat Urc, et deviennent les suzerains de la plupart des anciens vassaux des Turcs Orientaux. Officiellement, Yi'nan Zhenzhupiqie Khan reste un vassal des Tang et agit toujours de manière très respectueuse envers l'empereur Taizong, tout en essayant de renforcer le contrôle des Xueyantuo sur la région. Toutefois, certains des anciens vassaux du khaganat, comme les Khitans, Xí (霫), et les tribus Xĩ préfèrent se soumettre directement aux Tang, tout comme la ville/royaume d'Yiwu (伊吾).

### Brève tentative de restauration du Khaganat
En 639, Ashina Jiesheshuai, le frère d'Ashina Shibobi, organise un complot visant à assassiner l'empereur Taizong. Selon les chroniqueurs de l'époque, Jiesheshuai vivait dans l'immoralité et la corruption, ce que son frère ne manquait pas de lui reprocher. Avec le temps, l'hostilité grandit entre les deux frères, au point que Jiesheshuai finit par lancer une fausse accusation de trahison contre Shibobi pour se débarrasser de lui. Cette tentative échoue, mais l'empereur Taizong se met à se méfier d'Ashina Jiesheshuai et refuse d'accorder la moindre promotion à ce dernier. Furieux, Ashina Jiesheshuai commence à organiser un complot contre l'empereur, avec la complicité d'une quarantaine de ses anciens subalternes et d'Ashina Hexian'gu (阿史那賀暹鶻), le fils d'Ashina Shibobi. Les comploteurs passent à l'action le 19 mai 639 : ils se cachent à l'extérieur du Palais de l'empereur Taizong, ayant l'intention d'attaquer ledit Palais lorsque les portes de ce dernier vont s'ouvrir pour permettre à Li Zhi, le Prince de Jin et fils de l'empereur Taizong, de sortir le matin à l'aube, comme il le fait tous les jours. Cependant, le vent souffle fort ce matin-là et Li Zhi ne quitte pas le Palais tôt, préférant attendre une météo plus favorable. Voyant que le prince ne sort pas et craignant que lui et ses hommes soient découverts, Ashina Jiesheshuai décide de tout de même lancer l'attaque contre les portes du palais. Ses hommes tuent quelques dizaines de gardes impériaux, mais sont bloqués par Sun Wukai (孫武開), le commandant de la garde impériale. Comprenant qu'il a échoué, Ashina Jiesheshuai finit par prendre les chevaux des gardes impériaux et s'enfuit de la capitale, avant de tenter de partir vers le Nord. Sa fuite est de courte durée, car lui et ses complices sont capturés et exécutés, sauf Ashina Hexian'gu, qui est exilé.
Après cette tentative d'assassinat, l'empereur Tang Taizong, avec le soutien d'un certain nombre de fonctionnaires, décide qu'il n'est pas souhaitable de garder le peuple turc à l'intérieur des frontières. Le 13 août 639, il donne à Ashina Simo le titre de Yiminishuqilibi Khan, ou Qilibi Khan, et ordonne aux sujets turcs et non turcs de l'ancien Khaganat des Turcs Orientaux de suivre le nouveau Khan au nord du fleuve Jaune pour s'établir entre la grande muraille et le désert de Gobi. Dans un premier temps, les sujets de Qilibi refusent de partir vers le nord, craignant la puissance des Xueyantuo. Pour régler ce problème, l'empereur Taizong envoie un édit à Yi'nan, le chef des Xueyantuo. Dans cet édit, qui est délivré par le haut fonctionnaire Guo Siben (郭嗣本), il déclare :

« Après que Jiali Khan ait été vaincu, ses tribus se sont toutes soumises à moi.  J'ai pardonné leurs erreurs et approuvé leur tournant vers la bonté, en traitant leurs fonctionnaires comme mes anciens subordonnés et leur peuple comme mon peuple.  La Chine valorise le respect et la rectitude et ne cherche pas à détruire les autres [peuples]. J'ai vaincu le Khaganat des Turcs Orientaux pour empêcher Illig qaghan de nuire au peuple. Je n'ai pas convoité sa terre ou voulu m'emparer de son bétail et ses gens, et j'ai longtemps envisagé de leur [les Turcs Orientaux] choisir un nouveau Khan. C'est pourquoi j'ai installé leur peuple au sud du fleuve Jaune pour les laisser paître. Depuis que j'ai accepté de choisir un Khan pour eux, je ne doit pas revenir sur ma parole.  Après l'automne, je vais envoyer le [peuple du] Khaganat Turc au nord du fleuve Jaune, dans leur ancien territoire, pour qu'il puisse se reconstruire. Le [titre de] Khan de Xueyantuo a été créé en premier, et celui de Khan du Khaganat des Turcs Orientaux l'a été en second lieu; le Khan créé en premier est plus grand que le Khan créé en second. Vous vivrez au nord du Gobi, et ils vivront au sud du Gobi. Vous devriez défendre votre propre territoire et réconforter votre propre peuple.  Si vous dépassez vos frontières et que vous vous attaquez, j'enverrai des troupes pour vous punir tous les deux. »

Même s'il est réticent à l'idée de voir renaître le Khaganat des Turcs Orientaux, Yi'nan répond à Taizong qu'il respectera le contenu de l'édit. Rassurés, les Turcs sont donc disposés à suivre Ashina Simo au nord du fleuve Jaune, ce qui marque la renaissance du khaganat turc comme vassal des Tang. L'empereur Taizong nomme également les princes Ashina Zhong (阿史那忠) et Ashina Nishou (阿史那泥熟) assistants d'Ashina Simo. Tous deux obtempèrent, même si Ashina Zhong se plaint que la vie à la capitale lui manque, au point qu'à chaque fois que des émissaires impériaux sont envoyés à la Cour du khaganat, il les supplie d'intercéder auprès de l'empereur pour lui permettre de retourner à Chang'an. Peut-être que Zhong a pressenti ou deviné ce qui va se produire pour être aussi insistant, mais toujours est-il que l'empereur Taizong finit par approuver sa demande. Au printemps 640, l'empereur Taizong crée un poste de général auprès du Khaganat des Turcs Orientaux, pour aider les Turcs à se défendre.
Au printemps 641, le peuple d'Ashina Simo traverse finalement le fleuve Jaune et établit sa capitale à Dingxiang. D’après les rapports de l'époque, ce peuple en marche compte 30 000 ménages, 40 000 soldats et 90 000 chevaux de guerre. À peine arrivé sur ses nouvelles terres, Simo envoie une pétition à l'empereur Taizong, dans laquelle il déclare:

« J'ai reçu des bénédictions que je ne méritais pas, et je dirige cette tribu comme son chef.  J'espère que pendant des générations, nous continuerons à servir de gardiens de la porte nord de l'Empire. Mais actuellement, nous sommes encore faibles et si les Xueyantuo devaient nous attaquer, nous pourrions ne pas être en mesure de leur résister. Si cela se produit, je demande la permission de me replier derrière la grande muraille. »

L'empereur Taizong accepte cette requête. Et le fait est que Simo voit juste, car, dès l'hiver 641, Yi'nan commence à planifier la destruction des Turcs orientaux. Il pense que l'empereur Taizong va bientôt partir de la capitale pour aller offrir des sacrifices au ciel et la terre au mont Tai, tout en prenant ses soldats avec lui pour le protéger. Il voit là une bonne occasion de détruire Ashina Simo rapidement. Yi'nan rassemble les troupes des Xueyantuo, qu'il renforce avec des troupes fournies par les tribus vassales des Tiele, Bayegu, Tongluo (同羅), Pugu (僕骨), Mohe et Xí. Il confie le commandement de cette armée à son fils Dadu (大度), puis l'envoie lancer une attaque majeure contre le Khaganat. Ashina Simo, incapable de résister à une telle attaque, se replie au sud de la grande muraille, dans la commanderie de Shuo (朔州) et demande une aide d'urgence à la cour des Tang. L'empereur Tang Taizong riposte à cette agression en envoyant les généraux Zhang Jian (張儉), Li Shiji, Li Daliang, Zhang Shigui (張士貴), et Li Xiyu (李襲譽) attaquer les Xueyantuo pour aider Ashina Simo. Même si Tauzong envoie un grand nombre de généraux, il confie la direction des opérations à Li Shiji en faisant de lui le commandant en chef des troupes. Autour de la nouvelle année 642, Li Shiji inflige une cuisante défaite à Dadu, qui fuit après avoir subi de lourdes pertes. Après cette victoire, l'empereur Taizong se contente d'envoyer un émissaire réprimander Yi'nan, sans prévoir d'autres actions à l'encontre des Xueyantuo. Malgré sa défaite, Yi'nan continue d'être mécontent de l'existence du Khaganat et de harceler les Turcs, mais sans lancer d'autre attaque à grande échelle. Malgré cette politique agressive, Yi'nan essaye de maintenir des relations pacifiques avec Tang, et à un moment donné il est même prévu qu'il épouse la princesse Xinxing, soit la fille de l'empereur Taizong. Mais, très vite, Taizong regrette d'avoir donné son accord pour ce mariage et revient sur sa parole en 643, sous prétexte qu'Yi'nan n'a pas donné à temps le bétail devant servir à payer le prix de la fiancée.
Par la suite, lorsque l'empereur Taizong envoie d'autres émissaires pour ordonner à Yi'nan de ne pas attaquer le Khaganat des Turcs Orientaux, ce dernier répond ainsi:

« Comment oser  ne pas suivre l'édit de l'empereur?  Mais les gens du Khaganat Turc sont des traîtres et ne devraient pas être considérés comme étant dignes de confiance. Avant la destruction de leur État, ils ont envahi la Chine chaque année et tué des milliers de personnes. Je pensais qu'après les avoir vaincus, l'empereur en ferait des esclaves qu'il donnerait au peuple chinois; mais au lieu de cela l'empereur les a élevés comme ses propres fils et leur a montré beaucoup de grâces. Malgré cela, Ashina Jiesheshuai se rebella. Ils ressemblent à des humains, mais ont des cœurs de bêtes et ne devraient pas être traités comme des humains. J'ai reçu beaucoup de grâces de l'empereur, et je n'ai rien pour le remercier.  Je suis prêt à tuer les Turcs pour la Chine. »

Autour du nouvel an 645, le peuple d'Ashina Simo se disperse et l'abandonne, apparemment à la suite des pressions des Xueyantuo. À cette époque, l'empereur Taizong est profondément impliqué dans la préparation de son attaque contre le royaume coréen de Koguryo, et donc, si les Xueyantuo avaient attaqué, il n'aurait peut-être pas été en mesure de protéger le Khaganat des Turcs Orientaux. Les anciens sujet de Simo traversent le fleuve Jaune vers le Sud, et cherchent à être installés dans les commanderies de Sheng (勝州) et Xiazhou (夏州). Malgré l'opposition des fonctionnaires, l'empereur Taizong accepte et les y installe. Son Khaganat étant tombé en miettes, Ashina Simo retourne également en Chine, où il est de nouveau nommé général. Cette nomination met officiellement fin à la tentative des Tang de recréer le Khaganat des Turcs Orientaux comme vassal.

### Les dernières campagnes
Si Yi'nan est resté officiellement soumis aux Tang, Après sa mort en 645, Duomi Khan Bazhuo, son fils et successeur, prend une position ouvertement hostile envers les Tang. Cette hostilité débouche en 646 sur un conflit ouvert entre les Xueyantuo d'une part et les Tang et leurs alliés ouïghours d'autre part. Cette guerre s’achève rapidement par la destruction totale des Xueyantuo.
À cette date, il reste encore un prince du Khaganat des Turcs Orientaux, Ashina Hubo, qui ne s'est rendu ni aux Tang, ni aux Xueyantuo. Hubo s'était installé au nord du territoire de ces derniers et, après la chute des Xueyantuo, il revendique le titre de Yizhuchebi Khan, ou Chebi Khan en version courte, et tente de rétablir le khaganat. Durant l'hiver 647, Ashina Hubo envoie son fils, Ashina Sabolo (阿史那沙鉢羅), auprès des Tang pour leur rendre hommage et il offre également de venir rendre personnellement visite à l'empereur Taizong. Ce dernier envoie le général Guo Guangjing (郭廣敬) pour l'escorter, mais Ashina Hubo n'a en réalité aucunement l'intention de partir pour la Chine et ne le fait pas. Au printemps 649, l'empereur Taizong répond en envoyant le général Gao Kan (高侃) vers le Nord pour marcher contre Ashina Hubo, avec l'aide de troupes de la tribu des Pugu (僕骨). Si l'empereur Taizong meurt durant été 649, cela ne change rien au cours de la campagne, qui s’achève par la victoire de Gao Kan et la capture d'Ashina Hubo. À l'automne 650, Gao retourne à Chang'an avec son prisonnier, qui est libéré par l'empereur Tang Gaozong, le fils et successeur de l'empereur Taizong. Gaozong lui confère même le titre de général, mettant ainsi fin, pour l'instant, à toute tentative de reconstruire le khaganat des turcs orientaux.

## Voir également
- Transition des Sui aux Tang
- Campagnes de l'empereur Taizong contre les Xueyantuo
- Campagnes des Tang contre les Turcs occidentaux
- Soldats turcs au sein de l'armée des Tang